# Loukkari
Loukkari är en ö i Finland. Den ligger i Bottenhavet och i kommunen Nystad i den ekonomiska regionen  Nystadsregionen i landskapet Egentliga Finland, i den sydvästra delen av landet. Ön ligger omkring 79 kilometer nordväst om Åbo och omkring 220 kilometer väster om Helsingfors.
Öns area är 51,5 hektar och dess största längd är 1,2 kilometer i sydväst-nordöstlig riktning. I omgivningarna runt Loukkari växer i huvudsak barrskog.